# Antioco VI
Antioco VI Epifane Dioniso (Αντίοχος ο Επιφανής Διόνυσος; 148 a.C. – 138 a.C.) è stato un sovrano dell'Impero seleucide, anche se non ebbe il potere effettivo, dal 145 al 140 a.C..

## Biografia
Figlio di Alessandro I Bala e di Cleopatra Tea, era nipote per parte materna di Tolomeo VI d'Egitto. Nel 145 a.C. Alessandro Bala, che stava difendendo il proprio regno contro la guerra civile causata dal ritorno di Demetrio II, morì: mentre Demetrio prese il potere nella parte orientale del regno, Antioco venne acclamato sovrano della parte occidentale dal generale Diodoto, prendendo Antiochia di Siria come propria capitale.
Antioco regnò solo nominalmente: il potere effettivo era nelle mani di Diodoto, che controllava il giovane sovrano (Antioco aveva circa tre anni quando salì al trono). Nel 140 a.C. Diodoto depose Antioco e regnò da solo col nome di Trifone; nel 138 a.C. affermò che Antioco si era ammalato e che doveva essere sottoposto ad un intervento chirurgico, che fu probabilmente utilizzato per coprire l'assassinio del figlio di Alessandro.